# Chrzest żeglarski

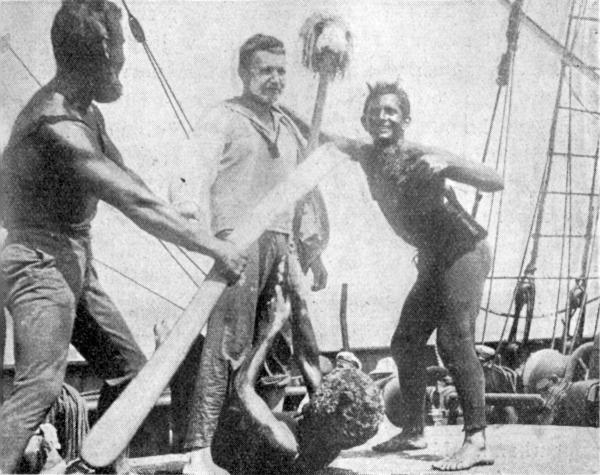
Golenie w czasie chrztu równikowego, 13.08.1923 r. na żaglowcu Lwów

Chrzest żeglarski – uroczystość dla członków załóg, którzy pierwszy raz w życiu uczestniczą w wydarzeniu: np. płyną na jachcie żaglowym, przekraczają równik (chrzest równikowy), schodzą pod wodę itp. 
Bogiem tych uroczystości jest Neptun. Uczestnicy przechodzą szereg "prób" a następnie zostaje im nadane imię żeglarskie.
Jest to uroczystość tradycyjna, ale raczej o charakterze satyrycznym. Tradycja podtrzymywana jest zwłaszcza na pływających do dziś żaglowcach szkolnych, jak również na statkach i okrętach z napędem mechanicznym.